# Emilio Sánchez Plaza
Emilio Sánchez Plaza (Pechina, 9 de abril de 1899-Úbeda, 19 de enero de 1999) fue un director y compositor musical español.

## Biografía
Nace en la población almeriense de Pechina el 9 de abril de 1899. A la edad de diecisiete años se hizo cargo de la banda de música de su pueblo natal. En los años 20 se hace cargo de la banda municipal de Alhama de Almería. Poco dura su estancia en su tierra, ya que el 10 de agosto de 1927, en un concurso organizado por el Ayuntamiento de Úbeda, consigue la dirección de la Academia de Música y Banda Municipal de la ciudad jiennense.
Fallece el 19 de enero de 1999 en Úbeda.

## Obra
En su extensa obra musical, cabe señalar sus composiciones religiosas para diferentes cofradías y hermandades de la Semana Santa de Úbeda; así como varias obras integradas en el cancionero popular de la ciudad como la composición del Himno de Úbeda y un cuantioso número de boleros y pasodobles.

## Distinciones

### Honores
- Fue nombrado Hijo Adoptivo de la ciudad de Úbeda y le fue dedicada una calle con su nombre.

### Cita
1. ↑  Herrador Marín, Pedro Mariano (2007). «1928, La Banda de Don Emilio Sánchez» (PDF). Nuestras Cofradías en el siglo xx. Tomo 1: 1896-1936. Úbeda: Asociación Cultural Ubetense Alfredo Cazabán Laguna. pp. 241-250. ISBN 978-84-611-7246-7. Consultado el 18 de junio de 2015.

- Datos: Q16561757